# Pedro Pineda (lessicografo)
Pedro Pineda (1700 circa – 1762) è stato uno scrittore britannico.
Di origine sefardita visse a Londra si dedicò all'insegnamento della lingua spagnola e come dichiarò nella prefazione alla su edizione de Los diez libros de Fortuna de Amor di Antonio Lo Frasso è stato l'artefice della pulizia del testo per la famosa edizione in spagnolo del Don Chisciotte della Mancia a Londra.

## Opere
- Corta y compendiosa arte para aprender a hablar, leer y escrivir la lengua española, Londres, 1726.
- A new dictionary, Spanish and English and English and Spanish, Londres, 1740.
- Ed. de Gaspar Gil Polo, Los Cinco Libros de la Diana Enamorada, Londres, 1739.
- Ed. y corrección del texto de Vida y Hechos del Ingenioso Cavallero Don Quixote de la Mancha, Londres, 1738.
- Ed. de Miguel de Cervantes, Nouelas Exemplares, La Haya, 1739, 2 vol. illustrata.
- Ed. de Diego Saavedra Fajardo, República Literaria. Obra póstuma. (Prefazione di D. Gregorio Mayans i Siscar.), Barcelona, 1735?
- Ed. de Antonio de Lo Fraso, Los diez libros de Fortuna de Amor; donde hallaran los honestos, y apazibles amores del Pastor Frexano, y de la hermosa Pastora Fortuna, con mucha variedad de invenciones poe¨ticas historiadas. Y la sabrosa Historia de Don Floricio, y de la Pastora Argentina, y una invención de justas reales, y tres Triumphos de damas, Londres, 1740, 2 vol.
- Fácil y corto método o Introducción para aprender los rudimentos de la lengua castellana, 1750.
- Synopsis de la Genealogia de la antiquissima y nobilissima Familia Brigantina o Douglas, etc-A Synopsis of the Genealogy of the Brigantes, etc., Londres, 1754.

| Controllo di autorità | VIAF (EN) 61918658 · ISNI (EN) 0000 0000 5945 0605 · CERL cnp00206629 · LCCN (EN) nr93031020 · GND (DE) 119221772 · BNE (ES) XX1725123 (data) · BNF (FR) cb12402572v (data) |